# Kaliwerk Zielitz
Das Kaliwerk Zielitz ist ein Bergwerk zum Abbau von Kalisalzen und der zugehörige Verarbeitungsbetrieb bei Zielitz in Sachsen-Anhalt. Es ist das größte deutsche Kalibergwerk und eines der größten weltweit.

## Geschichte

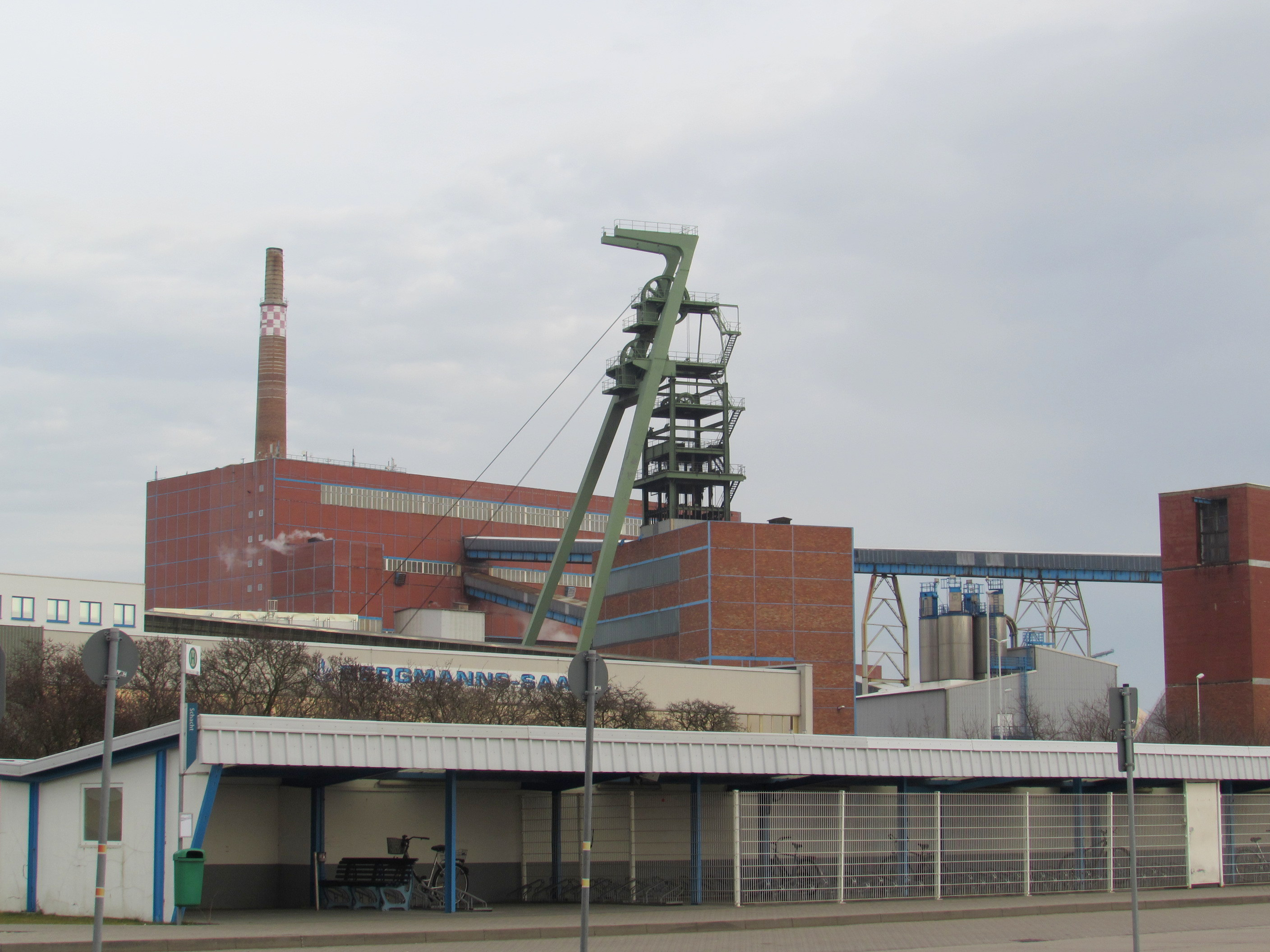
Fördergerüst Schacht 2

Die Geschichte des Kalibergbaus bei Zielitz begann 1960 mit dem Bohrprogramm zur Erkundung der Kalilagerstätte „Scholle von Calvörde“. 1963 erging der Beschluss zum Bau des Kaliwerks und ein Jahr später, 1964, begann mit dem symbolischen ersten Spatenstich das Abteufen der ersten Schächte über der größten Lagerstätte der DDR. Etwa zwei Jahre später war die Endteufe erreicht, die beim Schacht I bei 806 Metern und beim Schacht II bei 740 Metern lag. 1968 wurde der VEB Kalibetrieb „Ernst Schneller“ Zielitz gegründet. Der Volkseigene Betrieb gehörte als jüngster Standort zum Kombinat Kali. 1969 begann die Rohsalzförderung und der Aufbau der untertägigen Infrastruktur. Vier Jahre später begann die Kaliproduktion im Dauerbetrieb. Die Jahresproduktion betrug 1989 etwa 7,4 Millionen Tonnen. Im selben Jahr wurde die 100-millionste Tonne Rohsalz gefördert.
Nach der Wende in der DDR 1989/90 wurde das Bergwerk mit Hilfe der Treuhand abgewickelt. Sie drängte K+S, auch die ostdeutsche Kali zu übernehmen, und gab ihr freie Hand beim Schließen der Ost-Gruben. Gleichzeitig versprach die Staatsholding, das Monopol abzusichern, obendrauf gab es 1 Mrd. D-Mark sowie Verlustausgleiche bis 1997. Zunächst wurde 1990 die Zielitzer Kali AG gegründet, die ein Jahr später gegen den Willen der Bergleute durch die Mitteldeutsche Kali AG übernommen wurde. Nach dem Zusammenschluss der Kalibergwerke 1993 wurde Zielitz Teil der K+S AG beziehungsweise der K+S Kali GmbH in der AG.
Seit 1995 werden alte Grubenbaue als Untertagedeponie genutzt.

## Kenndaten
Zum Kaliwerk Zielitz gehören fünf Schächte. Schacht I und II sind als Doppelschachtanlage ausgeführt, wobei Schacht I der Förderschacht ist und Schacht II als Material- und Seilfahrtsschacht dient. Nördlich  (⊙) befinden sich die beiden Wetterschächte III und IV (auch Ramstedt I und II), ebenfalls als Doppelschachtanlage, jedoch ohne Tagesanlagen ausgeführt. Schacht V (Loitsche) war nordöstlich (⊙) der Zentralanlage ebenfalls als Wetterschacht geplant und im Teufen begriffen, wurde jedoch 1990 bei 230 m Teufe eingestellt.
Im Kaliwerk Zielitz wurden in den 2010er-Jahren jährlich etwa 12 Millionen Tonnen (41.000 Tonnen pro Tag) Rohsalz gefördert, was etwa 30 Prozent der gesamten Jahresproduktion der K+S Minerals and Agriculture GmbH entspricht. Damit ist das Bergwerk eines der größten weltweit.
Gefördert werden in Zielitz in erster Linie kaliumhaltige Rohsalze, die zur Produktion von Düngemitteln, für industrielle Anwendungen und zur Produktion in der Futter- und Lebensmittelindustrie verwendet werden. Aus den etwa 12 Millionen Tonnen Rohsalz werden jährlich etwa 2 Millionen Tonnen verkaufsfähige Endprodukte produziert und weltweit exportiert.
Die Mächtigkeit der Stein- und Kalisalzflöze liegt bei durchschnittlich 7,40 Meter, der Wertstoffgehalt im Rohsalz bei etwa 11 Prozent Kaliumoxid. Das Abbaugebiet hat eine Ausdehnung von etwa 61 Quadratkilometern, wobei es sich über etwa 19 Kilometer von Südost nach Nordwest und etwa sechs Kilometer von Südwest nach Nordost erstreckt. Der Abbau erfolgt in Teufen zwischen 400 und 1300 Metern. Abgebaut wird im sogenannten Kurzpfeiler-Örterbau, bei dem nach dem Abbau quadratische Pfeiler stehenbleiben, die das Deckgebirge abstützen.
Die Gesamtproduktion im Kaliwerk Zielitz lag Mitte der 2010er-Jahre bei über 300 Millionen Tonnen Rohsalz. 1989 wurde die 100-millionste, 2001 die 200-millionste und 2010 die 300-millionste Tonne gefördert.
Das geförderte Rohsalz wird in der werkseigenen Fabrik vor Ort weiterverarbeitet. Etwa 90 Prozent der Produktionsmenge wird mit der Bahn (das Werk hat einen Gleisanschluss an die Bahnstrecke Magdeburg–Wittenberge) abtransportiert. Der Bahnhof Zielitz wurde viergleisig ausgebaut, um parallelen Betrieb der S-Bahn Magdeburg und des Güterverkehrs zu gewährleisten. Weitere Transportmittel sind LKW und Binnenschiffe. Die Fabrikrückstände werden nordöstlich des Bergwerks aufgehaldet. Die Halden werden wegen ihrer aufgrund des Steinsalzes weißen Farbe im Volksmund Kalimandscharo genannt.

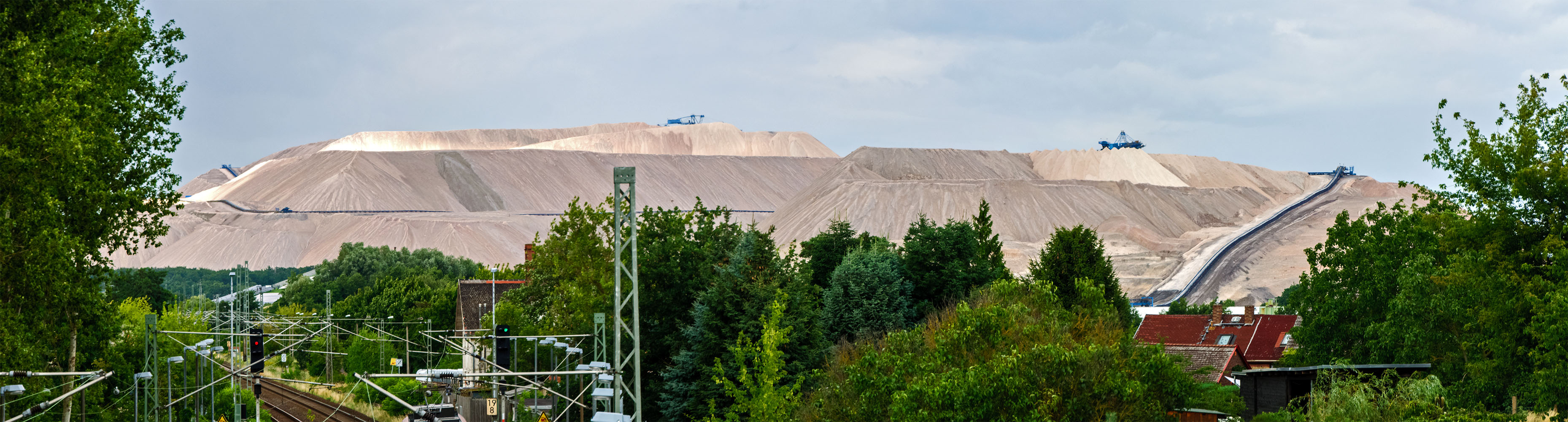
Als Kalimandscharo bezeichnete Steinsalzhalden bei Zielitz

Das Bergwerk Zielitz hat ein eigenes Industriekraftwerk. Dieses erzeugt Strom und Dampf für die übertägigen Produktions- und Trocknungsanlagen. Energieträger ist Erdgas. Die Eigenversorgung mit Elektrizität beträgt etwa 65 Prozent.
2016 waren im Kaliwerk Zielitz etwa 1800 Arbeitnehmer beschäftigt. Es gehört damit zu den größten und wichtigsten Arbeitgebern der Region. Im Werk werden etwa 120 Auszubildende ausgebildet, was einer Ausbildungsquote von etwa 7 Prozent entspricht.